# Samir Cavadzadə
Samir Cavadzadə (Bakú, RSS de Azerbaiyán, Unión Soviética, 16 de abril de 1980) es un cantante pop de Azerbaiyán. Junto con Elnur Hüseynov, fue el primer representante de Azerbaiyán en el Festival de la Canción de Eurovisión.

## Biografía
Samir se graduó en la universidad de negocios en 2002. En 2003, terminó de cinco años en los cursos de música, especializado en Mugham. Después de servir en el ejército durante un año, se convirtió en un miembro de la banda de pop "Sheron" durante tres años y, finalmente, comenzó su carrera como solista.
Originalmente, Samir Cavadzadə no estaba entre los que compitieron para representar a Azerbaiyán en Eurovisión. El 2 de febrero de 2008, el jurado seleccionó a Elnur Hüseynov ante otros dos candidatos (Aynur Isgandarli y la banda de rock Unformal), y luego se puso de manifiesto que el canción ganadora «Day After Day» se interpretará por el dúo Huseynov y Javadzadeh. En una entrevista a raíz de la decisión, uno de los coordinadores del concurso (y autor de la letra de «Day After Day») Zahra Badalbeyli declaró que no era contrario a la decisión de Elnur Hüseynov invitar a otro intérprete para cantar con él, y que era Samir Cavadzadə quien cantaría junto a él «Day After Day».